# Johann Elias Ridinger

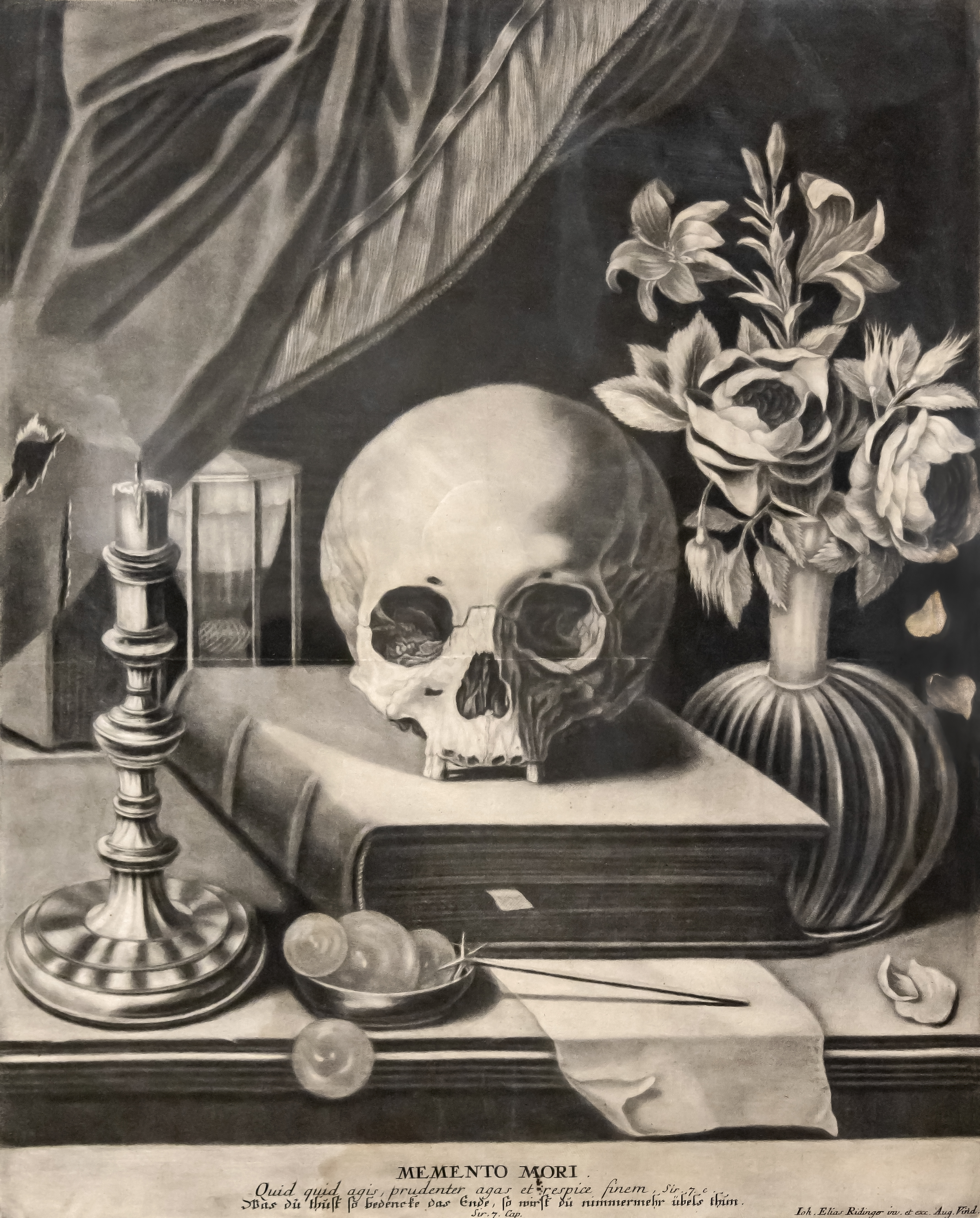
Memento mori, Musée des Arts décoratifs (Paris)

Johann Elias Ridinger, né le 16 février 1698 à Ulm et mort le 10 avril 1767  à Augsbourg, est un peintre, graveur, dessinateur et éditeur allemand. Il écrit aussi plusieurs traités d'équitation.
Il est particulièrement connu pour ses gravures animalières, notamment de chevaux, de chiens, et de scènes de chasse. Avec Jean-Baptiste Oudry, il est reconnu comme l'un des meilleurs artistes animaliers du XVIIIe siècle.

## Biographie
Il commence sa formation à Ulm à l'âge de quatorze ans avec le peintre Christoph Resch, puis, autour de 1716, part à Augsbourg, où il étudie auprès de Johann Falch (1687-1727). Il y exécute des reproductions d'animaux, en particulier de chevaux. Après trois années passées à Ratisbonne à l'invitation de Wolf, Freiherr von Metternich, période déterminante de son apprentissage où il découvre la chasse et fréquente l'école d'équitation, il retourne à Augsbourg où il s'initie à l'art de la gravure auprès de Georg Philipp Rugendas. Il y fonde son propre atelier de gravure et maison d'édition où la plupart de ses travaux furent publiés.
Ridinger est nommé directeur de la Augsburg Stadtakademie en 1759. Ses deux fils, Martin Elias Ridinger (1730-1780) and Johann Jakob Ridinger (1736-1784), avec qui il travaille, ont continué à diriger la maison d'édition après sa mort. Ses images les plus populaires ont continué à être réimprimées au XIXe siècle et ont été adaptées pour les décorations murales, la porcelaine et la céramique.
Les œuvres de Ridinger font principalement partie des collections de l'Art Institute of Chicago, de la National Gallery of Art de Washington, D.C., et du National Museum of Wildlife Art.

## Œuvre picturale
Johann Elias Ridinger utilise une plume et de l'encre brunes pour ses études qui sont ensuite transformées en mezzotintes finement détaillées.
Madeleine Pinault-Sorensen cite ses « gravures de chasses et d'animaux enrichies d'une belle nature sauvage » que fit connaître en France le graveur Jean-Georges Wille.
Ses scènes de haute école inspirèrent de nombreux cavaliers, en Allemagne et ailleurs. Elles étaient accompagnées d'explications sur les différents exercices présentés, généralement en français et en allemand.
Ses thèmes favoris sont la chasse, les races de chevaux, les leçons d'équitation, les animaux sauvages et les anomalies zoologiques. Il a produit plus de 1600 gravures d'animaux. Ses gravures montrent les animaux dans des mouvements et des positions caractéristiques dans des paysages de la Forêt Noire. Il est surtout connu pour ses gravures d'animaux sauvages tels que les rhinocéros, les wapitis et les lions. Son travail met souvent en scène des hommes chassant du gibier à cheval. Il grave également des portraits et des sujets religieux. Les mouvements ornementaux de ses œuvres dévoilent des tendances stylistiques rococo.

## Traités d'équitation
Tous les traités écrits par Johann Elias Ridinger ont été publiés à Ausbourg:
- L'Art de monter a cheval en 1722,
- Le nouveau manège, représentant l'homme de cheval parfait dans tons ses exercices, invente et exposé en 26 planches. Expliquées en français, an allemand et en latin, ouvrage en 2 volumes publié en 1734,
- Türkischer Pferderaufputz sammt e. d. nöthigen Ammerkungen hierzu enthalten en 1752,
- Vorstellung und Beschreibung der Shul und Campagne Pferden nach ihren Lectionem, und in was fûr Gelegenheiten solche können gebraucht warden en 1760,
- Description du cheval selon ses poils principaux et leurs diverses divisions en 1761,
- Remarques de Carousels en 1761.

Anstellung der Pferde nach ihren Haupfarben and verschiedene Abtheillungen est publié après sa mort en 1775.